# Phil Lynott
Philip Parris Lynott (20. august 1949 – 4. januar 1986) var en irsk sanger, bassist, instrumentalist og sangskriver, der opnåede berømmelse som frontfigur i bandet Thin Lizzy.